# Fibromyositis
Fibromyositis is een ontsteking (-"itis") van het bindweefsel ("fibra"-) van de spieren (-"mus"-) en is te vergelijken met myositis (spierontsteking). Deze ontsteking ontstaat door een zwelling die zeer pijnlijk is en de spier is hard geworden. Bij fibromyositis neemt het bindweefsel toe in de ontstoken spier.